# 阿克泰佩
阿克泰佩是土耳其的城鎮，位於該國南部，距離安塔利亞67公里，由哈塔伊省負責管轄，毗鄰與敘利亞接壤的邊境，海拔高度282米，主要農產品有棉花、黃豆、棉花和水果，2011年人口8,270。
36°42′N 36°29′E / 36.700°N 36.483°E